# Stebiaki I
Stebiaki I (lit. Stebėkiai I) – wieś na Litwie, w okręgu poniewieskim, w rejonie poniewieskim, w gminie Wodakle.
W 1800 w Stebiakach I urodził się Kanuty Rusiecki.